# Kotlassia prima
Kotlassia prima è un tetrapode estinto, appartenente ai seymouriamorfi. Visse nel Permiano superiore (circa 260 milioni di anni fa) e i suoi resti fossili sono stati ritrovati in Russia.

## Descrizione
Questo animale era lungo circa un metro e possedeva un corpo vagamente simile a quello di una salamandra. Rispetto ad altri animali strettamente imparentati, come Seymouria, Kotlassia possedeva un corpo più lungo, zampe più corte e un cranio più piccolo. Il cranio terminava in un muso arrotondato e possedeva orbite dirette dorsalmente. Nella colonna vertebrale erano presenti 24-28 vertebre presacrali e due vertebre sacrali (come nei rettili). Le costole pettorali possedevano estremità espanse. Le zampe posteriori erano dotate di sole quattro dita. L'orecchio medio di Kotlassia era dotato di una staffa robusta e ricurva, con tanto di piccolo forame stapediale; l'incisura otica era probabilmente occupata da un timpano. È probabile che questa struttura garantisse all'animale un buon udito. 
Un tempo si pensava che Kotlassia fosse dotato di scudi dermici ossei, rinvenuti nei pressi degli esemplari fossili; attualmente si ritiene che questi scudi (osteodermi) siano da attribuire a un altro gruppo di enigmatici tetrapodi, i croniosuchi, di cui sono stati ritrovati alcuni esemplari negli stessi luoghi in cui sono stati rinvenuti i fossili di Kotlassia. 

## Classificazione
I primi fossili di questo animale vennero ritrovati nella zona di Kotlas, nei pressi del fiume Dvina (Russia), e vennero descritti da Amalitzky nel 1898. Kotlassia è il genere eponimo della famiglia Kotlassiidae, un insieme probabilmente parafiletico di tetrapodi permiani, a cui sono stati ascritti anche altri generi quali Leptoropha, Biarmica e Microphon. Kotlassia, in ogni caso, sembrerebbe essere stato uno degli ultimi rappresentanti (ma anche uno dei più basali) dei seymouriamorfi, un enigmatico gruppo di tetrapodi dalle caratteristiche affini a quelle dei rettili.

## Paleobiologia
Nonostante la forma del corpo allungata e le piccole zampe possano far pensare a un habitat acquatico, sembra che Kotlassia vivesse in un ambiente arido e semidesertico. È possibile che si nutrisse di piccoli animali o di piante.